# Jean François Carteaux
Jean Baptiste François Carteaux (Gouhenans, Alt Saona, 31 de gener de 1751 - París, 12 d'abril de 1813) fou un pintor i general dels exèrcits francesos.

## Biografia
Fill d'un dragó del regiment de Thianges, va ser educat en les guarnicions i va seguir el seu pare a l'Hotel dels Invàlids on va rebre una educació adequada a la seva posició. El pintor Gabriel-François Doyen es fixà en la disposició del jove Carteaux per al dibuix i el va posar sota la seva protecció, fent-lo progressar amb rapidesa. Tanmateix, la seva predilecció per la carrera de les armes el va conduir a servir alguns anys en diversos regiments. Va tornar més tard a reprendre la paleta i els pinzells, fent alguns quadres d'història i de batalles que van gaudir de renom, viatjant llavors per diverses contrades d'Europa.
Tornat a França poc abans de l'esclat de la Revolució francesa, en va abraçar els principis revolucionaris amb ardor, i el juliol de 1789 esdevingué ajuda de camp del general Lafayette, que manava la plaça de París. No va abandonar però, la seva activitat artística, i realitzà el 1791 un retrat eqüestre del jove Lluís XVI, que és una de les seves obres més conegudes. Anomenat tinent de la guàrdia nacional parisenca, es va distingir en la jornada del 10 d'agost de 1792, va obtenir en principi el grau d'ajudant general, esdevenint llavors comandant d'una divisió de l'Exèrcit dels Alps.
Va ser nomenat General de Brigada el 15 de maig de 1793 i enviat al front del seu exèrcit, que rebé el nom de “exèrcit de les carmanyoles”, contra els insurgents de Provença. El 13 de juliol els va vèncer a Lo Pònt Sant Esperit (francès Pont-Saint-Esprit). Napoleó Bonaparte, llavors un jove oficial, s'afegí a l'exèrcit republicà a Pontet, prop d'Avinyó. L'exèrcit “de les carmanyoles” va entrar a Avinyó el dia 25 i, Napoleó fastiguejat dels combats contra civils, va demanar el seu trasllat a l'Exèrcit del Rin.
Carteaux i els seus homes venceren de nou els monàrquics a Cadenet, i van forçar-los a dispersar-se. El 19 d'agost va rebre el nomenament de General de Divisió. El 21 els monàrquics de Marsella van oferir la vila als anglesos, però, el general Carteaux marxà cap allà i quatre dies més tard, el 25, va ocupar aquesta vila.
El 29 d'agost rebé l'ordre de la Convenció Nacional de dirigir-se cap a Toló i fer fora els anglesos i espanyols que tenien ocupada la vila amb el suport dels monàrquics i federalistes. El 18 de setembre va arribar prop d'aquesta vila i va instal·lar el seu quarter general a la bastida fortificada de Montalban, a la vila d'Oliulas, des de la qual es dominava la rada de Toló.
A Oliulas se li van afegir 6.000 homes de l'Exèrcit d'Itàlia. Tanmateix, dos mesos després, l'11 de novembre, amb les seves tropes estancades davant de les posicions angloespanyoles va ser forçat a deixar el comandament, i va ser substituït per Doppet. Carteaux va ser transferit al cap de l'Exèrcit d'Itàlia i més tard el dels Alps.
Arrestat a Marsella el 2 de gener de 1794 per ordre del Comitè de Salvació Pública, va ser transferit i tancat a la presó. Alliberat després de la jornada del 9 de Termidor, el govern li va donar el comandament d'un cos d'observació a Normandia destinat a donar suport a l'exèrcit del general Branda a l'Oest.
Destituït poc després, protestà enèrgicament contra aquest acte i va aconseguir ser reintegrat en el seu grau, defensant la Convenció al Pont Neuf de París el 13 de Vendemiari de l'any IV del calendari republicà francès (octubre de 1795). El Primer Cònsol el va anomenar, el 1801, un dels administradors de la Loteria Nacional, i li va confiar, el 1804, l'administració provisional del petit principat de Piombino a la costa toscana.
Tornat a França el 1805, va obtenir de l'Emperador una pensió de jubilació, i va viure des de llavors completament allunyat dels assumptes públics, morint a París el 12 d'abril de 1813.